# كاسيدي (مغنية)
كاسيدي (بالإنجليزية: Cassidy)‏ هي ملحنة ومغنية مؤلفة ومغنية أمريكية، ولدت في 1979.

## وصلات خارجية
- كاسيدي على موقع IMDb (الإنجليزية)